# Bioelement
Els bioelements o elements biogènics són els elements químics presents en els éssers vius. Si s'analitza químicament la matèria viva es troba que està constituïda per uns setanta elements, gairebé tots els elements estables que hi ha a la Terra, tret dels gasos nobles; això no obstant, al voltant del 99% de la massa de la majoria de les cèl·lules està constituïda per quatre elements, carboni (C), hidrogen (H), oxigen (O), nitrogen (N), que són molt més abundants a la matèria viva que a l'escorça terrestre.

## Proporció dels bioelements
La proporció dels diversos bioelements és força diferent a la que trobem a l'atmosfera, la hidrosfera o a l'escorça terrestre; això ens indica que la vida ha seleccionat aquells elements que li són més adequats per a formar les seves estructures i realitzar les seves funcions. Per exemple, el carboni representa aproximadament un 20% del pes dels organismes, però la seva concentració a l'atmosfera, en forma de diòxid de carboni és molt baixa, de manera que els éssers vius extreuen i concentren aquest element dins els seus teixits.
La següent taula mostra la proporció d'alguns bioelements al cos humà comparada amb la que tenen a la resta de la Terra:
| Element       | Litosfera- atmosfera- hidrosfera (%) | Cos humà (%) |
| Oxigen (O)    | 50,02                                | 62,81        |
| Carboni (C)   | 0,18                                 | 19,37        |
| Hidrogen (H)  | 0,95                                 | 9,31         |
| Nitrogen (N)  | 0,03                                 | 5,14         |
| Calci (Ca)    | 3,22                                 | 1,38         |
| Fòsfor (P)    | 0,11                                 | 0,64         |
| Sofre (S)     | 0,11                                 | 0,63         |
| Sodi (Na)     | 2,36                                 | 0,26         |
| Potassi (K)   | 2,28                                 | 0,22         |
| Clor (Cl)     | 0,20                                 | 0,18         |
| Magnesi (Mg)  | 2,08                                 | 0,04         |
| Fluor (F)     | 0,10                                 | 0,009        |
| Ferro (Fe)    | 4,18                                 | 0,005        |
| Alumini (Al)  | 7,30                                 | 0,001        |
| Manganès (Mn) | 0,08                                 | 0,0001       |
| Silici (Si)   | 25,80                                | —            |

Segons la segona llei de la termodinàmica en un sistema tancat l'entropia (desordre) tendeix a incrementar-se. Tanmateix els éssers vius es mantenen ordenats respecte al seu medi, "enriquint-se" en bioelements relativament poc abundants en el seu medi mitjançant la despesa d'energia.
Els bioelements es poden classificar en primaris i secundaris.

## Bioelements primaris

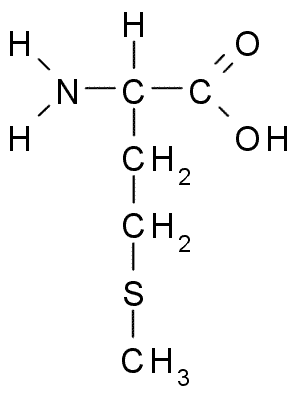
Molècula de metionina, un aminoàcid; s'hi observen diversos àtoms de carboni enllaçats amb altres carbonis i a àtoms d'hidrogen, nitrogen, oxigen i sofre; en tots els casos es tracta d'enllaços covalents

Els bioelements primaris són els elements imprescindibles per a formar les biomolècules (glúcids, lípids, proteïnes i àcids nucleics); són els esmentats anteriorment (C, H, O, N, P, S) i són clarament majoritaris. El 90% correspon a l'oxigen (62%), carboni (20%) i hidrogen (10%); l'elevat percentatge d'hidrogen i d'oxigen s'explica pel fet que la matèria viva és constituïda principalment per aigua (H₂O). La presència dels altres bioelements primaris s'explica perquè les seves propietats són les idònies per a formar matèria viva:
- Tenen una massa atòmica relativament petita que afavoreix la formació d'enllaços covalents estables entre ells. Són els elements més lleugers amb capacitat de formar enllaços covalents.
- Atès que l'oxigen i el nitrogen són molt electronegatius donen lloc a molècules dipolars, que es dissolen bé en aigua el que facilita les reaccions metabòliques.
- El carboni, l'oxigen i el nitrogen poden compartir més d'un parell d'electrons, formant enllaços dobles, el que els dota d'una gran versatilitat.
- Els compostos formats per aquests àtoms es troben en estat molt reduït, de manera que tendeixen a oxidar-se per a formar molècules de més baixa energia; l'energia alliberada en aquestes oxidacions és aprofitada per realitzar les funcions vitals dels organismes.

### Carboni
Si descomptem l'oxigen i l'hidrogen de l'aigua, el carboni és, de llarg, l'element més abundant als éssers vius (el segueix de lluny el nitrogen, amb el 3%). La seva abundància a la matèria viva s'explica per les seves propietats:
- Té quatre electrons a l'últim orbital el que fa que tingui gran capacitat per a formar enllaços covalents estables amb altres carbonis; els enllaços poden ser simples (C-C) i dobles (C=C) (rarament triples a la matèria viva), i formar anells i llargues cadenes estables, ramificades o no (macromolècules). Segons el nombre d'àtoms de carboni, d'enllaços simples i/o dobles i la presència o no d'anells, cada macromolècula té propietats diferents, de manera que, virtualment, poden existir un nombre il·limitat d'elles.
- Gran capacitat per a unir-se a l'hidrogen, oxigen, nitrogen i sofre, augmentant enormement la possibilitat de crear nous grups funcionals (carbonil (C=O), alcohol (C-OH), carboxil (COOH), amina (C-NH₂), sulfhidril (C-SH), etc.) que, junt amb la propietat anterior, origina una extraordinària diversitat de compostos orgànics.
- Degut a la configuració tetraèdrica dels enllaços de l'àtom de carboni, els diferents tipus de molècules orgàniques tenen estructures tridimensionals diferents, de manera que una mateixa molècula, depenent de la posició a l'espai dels seus àtoms, té propietats físico-químco-biològiques diferents, multiplicant així el nombre de compostos amb activitat biològica (per exemple, els estereoisòmers dels monosacàrids).

Per tots aquests motius, la matèria viva està composta majoritàriament per molècules formades per un esquelet principal d'àtoms de carboni units entre si que, al seu torn, estan enllaçats amb àtoms d'hidrogen, oxigen i nitrogen. El sofre hi intervé en molta menys proporció, unit també directament a àtoms de carboni; el fòsfor està sempre en forma de fosfat inorgànic (PO₄–3) i no s'enllaça directament al carboni.

### Hidrogen

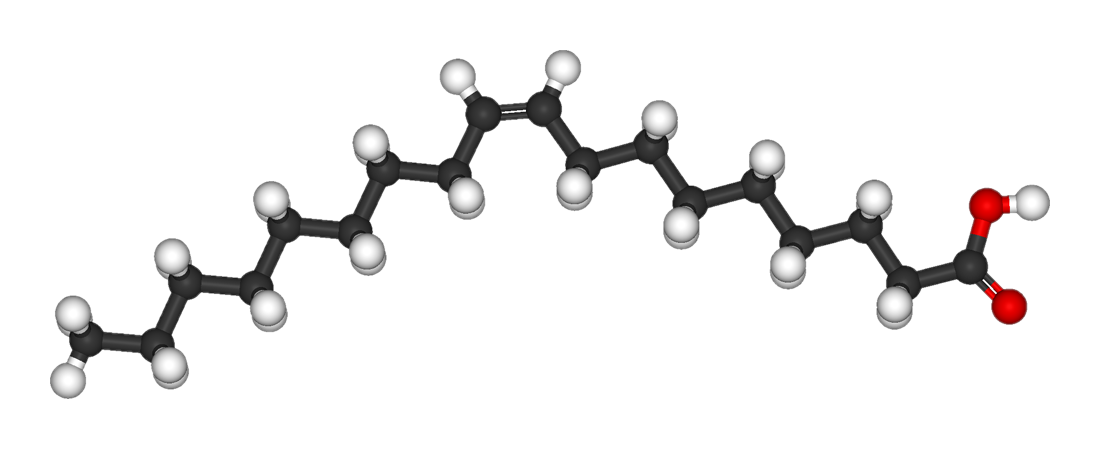
Àcid oleic; les boles negres representen àtoms de carboni, les blanques, àtoms d'hidrogen i les vermelles àtoms d'oxigen

A part de ser un dels components de la molècula d'aigua, l'hidrogen té una gran facilitat per formar enllaços covalents amb el carboni, prou forts per ser estables, però no tant per impedir-ne la ruptura, possibilitant així la síntesi d'altres molècules. De fet, a les llargues cadenes de carboni, l'hidrogen "omple" els enllaços que li queden lliures al carboni; l'exemple més evident són els àcids grassos, que són llargues cadenes d'hidrocarburs (hidrogen + carboni) amb un grup carboxil inicial.
L'hidrogen es combina també amb l'oxigen per a formar el grup hidroxil, molt estès en totes les biomolècules, ja sigui formant el grup alcohol (en glúcids, esteroides, aminoàcids, etc.) o formant part del grup carboxil (àcids grassos, aminoàcids, grups fosfat, etc.).

### Oxigen
L'oxigen, també component de l'aigua, és el bioelement més electronegatiu (amb excepció del fluor que és molt poc abundant). Això el fa idoni per arrencar electrons a altres àtoms, és a dir, per oxidar-los; cosa que comporta l'alliberament d'energia que pot ser aprofitada per la cèl·lula, per exemple, en la respiració aeròbica, que és la forma més estesa d'obtenir energia per part dels éssers vius.
L'esquelet bàsic carboni-hidrogen de les biomolècules és apolar, per la qual cosa és insoluble en aigua; la presència d'oxigen fa que les cadenes fetes de carboni i hidrogen siguin polars i esdevinguin solubles en aigua, cosa imprescindible perquè es duguin a terme les reaccions metabòliques.

### Nitrogen
El nitrogen, d'igual manera que el carboni i el sofre, mostra una gran facilitat en formar compostos tant amb l'hidrogen (com l'amoníac, NH₃) com amb l'oxigen (NO₂–, NO₃–) el que permet la transformació d'una forma a l'altra amb alliberació d'energia. El nitrogen es troba principalment formant part del grup amino (-NH₂) dels aminoàcids (components de les proteïnes) i de les bases nitrogenades (components dels àcids nucleics). Cal destacar que, malgrat la gran abundància de nitrogen gas a l'atmosfera (N₂), molt pocs organismes són capaços d'aprofitar-lo; gairebé tot el nitrogen de la biosfera s'incorpora a partir de nitrat (NO₃–) inorgànic, per acció de les algues i les plantes.

### Sofre
El sofre es troba bàsicament en forma de radical sulfhidril (-SH) en alguns aminoàcids (com la cisteïna) i coenzims (per exemple, el coenzim-A). Els sulhidrils de la cisteïna poden formar ponts disulfur entre si, enllaços covalents forts que són clau en l'establiment de l'estructura terciària plegada de moltes proteïnes.

### Fòsfor
El fòsfor es troba sempre en forma inorgànica, com a àcid ortofosfòric (H₃PO₄) o alguna de les seves formes dissociades (fosfats: (H₂PO₄–, HPO₄2–, PO₄3–), combinades amb molècules orgàniques (com els fosfolípids de les membranes cel·lulars, i els nucleòtids de l'ADN i ARN). Cal destacar que els fosfats poden establir enllaços rics en energia (com a l'ATP), essent claus en l'intercanvi d'energia que es du a terme en el metabolisme. Les sals de l'àcid fosfòric (com el fosfat càlcic) formen part dels ossos dels vertebrats i dels esquelets calcaris d'alguns invertebrats.

## Bioelements secundaris
Els bioelements secundaris són tota la resta d'elements químics que es troben a la matèria viva. Quatre són relativament abundants (sodi (Na), potassi (K), magnesi (Mg), calci (Ca); la resta es presenten en molt baixa proporció i reben el nom d'oligoelements.

### Sodi i potassi
El sodi i el potassi es troben en forma iònica, Na+ i K+ respectivament, i intervenen en l'homeostasi electrolítica de la cèl·lula i en el manteniment de la diferència de potencial electroquímic a banda i banda de la membrana plasmàtica, on existeix una bomba de sodi-potassi que fa sortir 3Na+ i fa entrar 2K+ al citosol simultàniament, amb consum d'ATP.

### Magnesi
El io Mg2+ és un cofactor de molts enzims. És un dels components de la clorofil·la, on desenvolupa un paper central en el procés de fotosíntesi, ja que capta dos electrons, reduint-se de Mg2+ a Mg0, que són ràpidament arrencats per dos fotons, de manera que es torna a oxidar de Mg0 a Mg2+. Es podria dir que aquest cicle reducció-oxidació del magnesi és el que suporta la vida al planeta, ja que està a la base de l'aprofitament de l'energia lluminosa per parts dels organismes autòtrofs.

### Ferro

Estructura del grup hemo de l'Hemoglobina. Noteu els enllaços febles del ferro que permeten la unió a l'oxigen

El ferro es troba en pràcticament tots els éssers vius i compleix nombroses i variades funcions.
- Hi ha diferents proteïnes que contenen el grup hemo, que consisteix en el lligand porfirina amb un àtom de ferro. Alguns exemples:
  - L'hemoglobina i la mioglobina; la primera transporta oxigen, O₂, i la segona l'emmagatzema.
  - Els citocroms; els citocroms c catalitzen la reducció d'oxigen a aigua. Els citocroms P450 catalitzen l'oxidació de compostos hidrofòbics, com a fàrmacs o drogues, perquè puguin ser excretats, i participen en la síntesi de distintes molècules.
  - Les peroxidases i catalases catalitzen l'oxidació de peròxids, H₂O₂, que són tòxics.
- Les proteïnes de ferro/sofre (Fe/S) participen en processos de transferència d'electrons.

- També es poden trobar proteïnes on àtoms de ferro s'enllacen entre si a través d'enllaços pont d'oxigen. Es denominen proteïnes Fe-O-Fe. Alguns exemples:
  - Els bacteris metanotròfics, que empren el metà, CH₄, com a font d'energia i de carboni, usen proteïnes d'aquest tipus, anomenades monooxigenases, per a catalitzar l'oxidació d'aquest metà.
  - L'hemeritrina transporta oxigen en alguns organismes marins.
  - Algunes ribonucleòtid reductasses contenen ferro. Catalitzen la formació de desoxinucleòtids.

Els animals per a transportar el ferro dins del cos empren unes proteïnes anomenades transferrines. Per a emmagatzemar-lo empren la ferritina i l'hemosiderina. El ferro entra en l'organisme en ser absorbit en l'intestí prim i és transportat o emmagatzemat per aqueixes proteïnes. La major part del ferro es reutilitza i molt poc s'excreta.
Tant l'excés com el defecte de ferro pot provocar problemes en l'organisme. L'enverinament per ferro s'anomena hemocromatosi. En les transfusions de sang s'empren lligands que formen amb el ferro complexos d'alta estabilitat per a evitar que quedi massa ferro lliure.
Aquests lligands es coneixen com a sideròfors. Molts microorganismes empren aquests sideròfors per a captar el ferro que necessiten. També es poden emprar com a antibiòtics, perquè no deixen ferro lliure disponible.

### Iode
El iode és necessari per a sintetitzar les hormones tiroïdees, que regulen el metabolisme.

### Zinc
És abundant al cervell, òrgans reproductors i pàncrees.

### Manganès
El manganès és cofactor de diversos enzims, entre els quals destaquen els encarregats de degradar el superòxids i peròxids, molècules molt tòxiques que es formen en certes reaccions metabòliques; també és un factor de creixement. La seva deficiència provoca l'esgrogueïment de les fulles.

### Coure
El coure forma part de l'hemocianina, l'equivalent de l'hemoglobina en alguns invertebrats, i actua com a cofactor d'alguns enzims oxidases, com ara la citocrom c oxidasa, la lisil oxidasa i la superòxid dismutasa.

### Cobalt
El cobalt forma part de la vitamina B₁₂ i d'enzims implicats en la fixació de nitrogen atmosfèric.

### Molibdè
El molibdè es troba en l'anomenat cofactor de molibdè (COM) en distintes oxotransferases, amb la funció de transferir àtoms d'oxigen de l'aigua alhora que es produeix la transferència de dos electrons. Alguns dels enzims que contenen aquest cofactor són la xantina oxidasa que oxida la xantina en àcid úric, l'aldehid oxidasa que oxida aldehids, així com amines i sulfurs en el fetge, la sulfit oxidasa que oxida sulfits en el fetge, la nitrat reductasa, important en el cicle del nitrogen en les plantes, etc.